# Nick Spencer
Nick Spencer é um escritor de histórias em quadrinhos americanas. Em 2009 lançou, pela Image Comics, seu primeiro trabalho no meio, a minissérie independente Existence 2.0, que logo se tornou um sucesso de público e crítica. No ano seguinte, além de publicar Existence 3.0, Spencer não apenas trabalhou em outras obras autorais lançadas pela Image, como as minisséries Forgetless e Shuddertown e a aclamada revista Morning Glories, como também começou a escrever para a DC Comics as revistas Action Comics e T.H.U.N.D.E.R. Agents.
Seus trabalhos autorais, em especial Morning Glories, lhe renderiam inúmeras indicações a prêmios em 2011, e a sua história em Action Comics, estrelada pelo fotojornalista Jimmy Olsen e concluída em 2011, acabou por se tornar uma das mais elogiadas pela crítica especializada. Em junho do mesmo ano se tornou um contratado exclusivo da editora Marvel Comics, onde escreve as revistas Iron Man 2.0 e Secret Avengers. Seu trabalho mais conhecido na Marvel atualmente é Steve Rogers: Captain America onde teve a audácia de transformar o Capitão América em um vilão. Os eventos dessa história mais tarde levaram à minissérie Secret Empire.

## Biografia
Spencer inicialmente tentou ingressar nos quadrinhos quando ainda estava na faculdade. Ele enviou três propostas para a Marvel Comics em 1998, objetivando trabalhar no selo editorial Marvel Knights. Sobre a tentativa, disse: "Joe [Quesada, então editor do selo] não gostou das duas primeiras, mas da terceira - uma história da Gata Negra num estilo Jackie Brown - ele gostou, mas disse que não pretendiam fazer nada com nenhum novato naquela época". Após ser rejeitado também pela Oni Press, Spencer começou a trabalhar em outros meios, incluindo política, até a proposta de Existence 2.0 enviada à Jim Valentino (então editor-chefe da Image Comics) ser aceita. A primeira edição da minissérie foi lançada pela editora em julho de 2009 e uma segunda minissérie, Existence 3.0, seria lançada já em novembro daquele ano. Em 2010, a Paramount Pictures adquiriu os direitos de adaptação de Existence 2.0 e Miles Millar e Alfred Gough foram contratados para elaborar o roteiro e produzir um filme baseado na minissérie.
Spencer escreveria em 2010 Forgetless e Shuddertown, duas minisséries lançadas pela Image. Uma resenha do A.V. Club sobre Shuddertown apontaria Spencer como alguém que havia rapidamente se tornado um dos melhores escritores de histórias noir nos quadrinhos. Em agosto daquele ano, pela mesma Image, Spencer lançaria sua primeira série contínua, Morning Glories - que rapidamente se tornaria um sucesso de público e crítica. O jornal USA Today chegou a comparar o inesperado e meteórico sucesso da revista ao da série de televisão Lost.
A partir do mês seguinte, Spencer se tornou um dos roteiristas da revista Action Comics. Enquanto Paul Cornell produzia a história principal de cada edição, Spencer escreveu uma série de histórias curtas de dez páginas estreladas pelo personagem Jimmy Olsen, cuja conclusão se deu numa edição especial totalmente dedicada ao personagem. A história foi rapidamente aclamada como uma das melhores do ano. Em novembro, Spencer começou a escrever a revista T.H.U.N.D.E.R. Agents, responsável pelo relançamento desses personagens. Inicialmente, ele também passaria a escrever a revista Supergirl a partir de janeiro de 2011, mas pouco depois foi anunciado que sua participação se restringiria a uma única edição, uma vez que a revista seria relançada como parte da reestruturação de toda a linha editorial da DC Comics.
Em 2011, Spencer começou a trabalhar também para a Marvel Comics: em fevereiro de 2011 foi lançada Iron Man 2.0, uma nova revista estrelada pelo personagem War Machine e a partir de abril, substituiu Ed Brubaker como o roteirista da revista Secret Avengers. Durante a Emerald City Comic Con, a editora anunciou que Spencer havia assinado um contrato de exclusividade com a editora que, embora permitisse que ele continuasse com suas séries em curso por outras editoras, estabelecia que todos os novos trabalhos que ele desenvolvesse se dariam pela Marvel. Nos meses seguintes ao anúncio, ele assumirá as funções de roteirista das revistas Cloak & Dagger e da revista Ultimate Comics X-Men.

## Carreira
Os roteiros de Spencer podem ser encontrados nas seguintes revistas:
DC Comics
- "Jimmy Olsen's Big Week": Action Comics #893-896 (2010-2011) e Jimmy Olsen (2011)
- Supergirl #60
- T.H.U.N.D.E.R. Agents #1- (2010, em curso)

Image Comics
- Existence 2.0 #1-3 (2009)
- Existence 3.0 #1-4 (2009–2010)
- Forgetless #1-5 (2009–2010)
- Fractured Fables - "Cinderella" (2010)
- Morning Glories #1- (2010, em curso)
- Shuddertown #1-4 (2010)
- Infinite Vacation #1- (2011, em curso)

Marvel Comics
- Iron Man 2.0 #1- (2011, em curso)
- Secret Avengers #12.1, 13-15 (2011, em curso)
- The Amazing Spider-Man #1- (2018, em curso)
- Secret Empire #1-8 (2017)
- Captain America: Sam Wilson #1–24 (2015 - 2017)
- Captain America: Steve Rogers #1-19 (2016 - 2017)

## Prêmios e indicações
- Indicado ao Harvey Award de 2011 na categoria "Melhor Novo Talento".[23][24]
- Indicado ao Eisner Award de 2011 nas categorias "Melhor HQ curta" (por Cinderella, publicada em Fractured Fables), "Melhor série regular", "melhor nova série" (ambas por Morning Glories), "Melhor Escritor" (por Morning Glories, Shuddertown, Forgetless e Existence 3.0).[25]